# Arbetsledare
Arbetsledare är en person med arbetsledande befattning, ofta utsedd med formell makt att leda och fördela arbete i företag eller organisation. En arbetsledare kan även ha uppgiften att främja en god arbetsmiljö på en arbetsplats. Med ansvarig arbetsledare åsyftas en person som utsetts av byggherre för att leda arbetet vid en byggplats. 